# جائزة بلجيكا الكبرى 1970
جائزة بلجيكا الكبرى 1970 هو سباق فورمولا 1 أقيم بتاريخ 7 يونيو 1970 في حلبة دي سبا فرانكورشومب، حمام معدني، بلجيكا. كان الرابع من أصل 13 في بطولة العالم لسباقات الفورمولا واحد موسم 1970.

## وصلات خارجية
- الموقع الرسمي